# 주라브 사막
주라브 사막은 차드 북부의 사막으로 사하라 사막의 일부로서 보르쿠주 대부분을 차지한다. 면적은 약 20만 km2다. 주라브 사막에서는 투마이가 발굴됐다. 사하라 사막의 일부인 이곳은 차드 보르코우 지역의 대부분을 차지한다.
코로 토로 정착촌과 최대 보안 감옥은 사막의 동쪽 경계에 위치해 있다. 가장 가까운 주요 정착지는 남쪽의 살랄(Salal)과 북동쪽의 파야-라르조(Faya-Largeau)이다. 서쪽에는 차드 서부와 니제르의 테네레 사막(빌마의 에르그)이 있고 북쪽에는 사하라 중부의 티베스티 산맥이 있다.
북부 소유역의 바람에 따른 수축으로 인해 건조한 환경의 사막이 형성되었다. 사막은 사하라를 통과하여 차드 호수를 감소시켰다.
이 사막에서는 많은 화석이 발견되었으며, 코솜 부구디(Kossom Bougoudi)와 토로스-메날라(Toros-Menalla)는 화석이 가장 풍부한 지역 중 하나이다. 푸아티에 대학의 미셸 브루넷이 이끄는 팀은 1990년대 중반에 주라브 사막에서 발굴을 진행했다.
2001년에 약 700만년 전의 인류종인 사헬란트로푸스 차덴시스(Sahelanthropus tchadensis)의 기준 화석이 토로스-메날라(16.25°N, 17.5°E, 살랄에서 북쪽으로 약 100km 떨어진 곳) 해발 250m에서 발견되었다. 미셸 브루넷은 1994년부터 차드 호수를 포함하는 유역에 위치한 프랑코-차드 고인류학(Paléoanthropologique Franco-Tchadienne) 임무와 함께 사막의 중신세 및 선신세 퇴적물을 탐험해 왔다. 사헬란트로푸스 차덴시스(Sahelanthropus tchadensis) 시대에는 사막의 건기가 길어 연중 특정 시기에 과일이 자랄 수 있었다.